# 外约旦酋长国
外约旦酋长国（英語：Emirate of Transjordan；阿拉伯语：‎，羅馬化：ʾImārat Šarq al-Urdun，意為“约旦东部酋长国”）是一个英國保護國，1921年4月11日建立，1946年獨立成為現今的約旦王國。
奧斯曼帝國在第一次世界大戰後瓦解，外約旦地區幾經易手後，阿卜杜拉一世在1921年開羅會議上獲英国支持，成立外约旦酋长国，由英屬巴勒斯坦託管地監督。